# ۲۷ دست لباس
۲۷ لباس (به انگلیسی: 27 Dresses) فیلمی آمریکایی در سبک کمدی رمانتیک است که در سال ۲۰۰۸ اکران شد. کارگردان این فیلم آن فلچر و نویسنده فیلمنامه آلین بروش مک کین است.
این فیلم در تاریخ ۱۰ ژانویه ۲۰۰۸ برای اولین بار در استرالیا و در تاریخ ۱۸ ژانویه در آمریکا اکران شد.

## داستان فیلم
جین نیکولز (کاترین هیگل) ساقدوش عروس در ۲۷ عروسی بوده‌است. یک شب در زمانی که او به‌طور همزمان در دو مراسم عروسی ساقدوش است با کوین دویل (جیمز مارسدن) آشنا می‌شود.
در همین حال خواهر کوچکتر جین به نام تس (مالین آکرمن) بعد از مدت‌ها برای دو هفته اقامت به خانه او می‌آید و عاشق رئیس جین به نام جورج می‌شود. تس وانمود می‌کند که مانند جورج دوستدار حیوانات است تا خود را به او نزدیک کند. در مدت کوتاهی این دو قصد خود را برای ازدواج آشکار می‌کنند.